# Grover Gibson
Grover Gibson (* 18. November 1978 in Fairfax, Virginia) ist ein ehemaliger US-amerikanischer Fußballspieler.

## Karriere
Der Mittelfeldspieler spielte in der Jugend für D.C. United. Während seiner High-School-Zeit an der C.D. Hylton High School in Woodbridge, Virginia, spielte er für die Richmond Strikers und den Braddock Road SC, ehe er 1996 im Alter von 17 Jahren nach Deutschland zum VfB Stuttgart wechselte. Erst spielte er beim VfB Stuttgart in der A-Jugend und wurde Süddeutscher Meister. Er blieb beim VfB Stuttgart und unterschrieb einen Zweijahresvertrag bei der zweiten Mannschaft. Dort stieg er mit der zweiten Mannschaft in die Regionalliga Süd auf und spielte ein weiteres Jahr als Stammspieler in der Regionalliga.
1999 verließ Gibson Stuttgart zum FC Augsburg. Dort wurde er mit 20 Jahren erneut Stammspieler. Trotz Qualifikation für die neue zweigleisige Regionalliga meldete der FC Augsburg Insolvenz an. Danach wechselt er zur SV Elversberg. Nachdem er 57 Regionalligaspiele absolviert und fünf Tore erzielt hatte, verpflichtete 2002 der Zweitligist 1. FSV Mainz 05 den Amerikaner. In Mainz spielte er eine Saison; durch eine schwere Knieverletzung kam er jedoch nur auf jeweils vier Einsätze in der Profimannschaft und stieg mit der zweiten Mannschaft in die Regionalliga Süd auf. Daraufhin kehrte Grover Gibson zur SV Elversberg zurück, den er 2004 zum Ligakonkurrenten SSV Jahn Regensburg verließ. Bis 2006 hielt es ihn in Regensburg; während der Saison 2005/06 wechselte Gibson zu Preußen Münster.
Zur Saison 2006/07 wechselte der US-Amerikaner zu Kickers Emden. Dort kam er zu acht Regionalligaeinsätzen und schoss ein Tor. Sein bis 2007 laufender Vertrag wurde in gegenseitigem Einverständnis aufgelöst. In der Winterpause 2006/07 wechselte er wieder nach Münster und spielte erneut für Preußen Münster, wo sein Vertrag im Juni 2007 auslief. Am 31. August 2007 wurde Gibson von Rot Weiss Ahlen verpflichtet. Der 2009 auslaufende Vertrag wurde nicht verlängert. Nach der Auflösung seines Vertrages beendete er aufgrund einer Augenhöhlenverletzung seine Karriere und ging zurück in die USA. Im März 2012 gab er sein Comeback als spielender Co-Trainer bei den Fredericksburg Hotspur; dort traf er auf den ehemaligen Bundesliga-Profi Evans Wise.
Gibson absolvierte 14 Spiele in der zweiten Bundesliga und über 150 Regionalligaspiele.

### International
Gibson ist mehrmaliger U-17- und U-20-Nationalspieler der USA.

### Trainerkarriere
Nach seinem Karriereende und der Rückkehr in die USA und wurde Jugendtrainer der Fredericksburg Area Soccer Association (FASA). Im Februar 2012 wurde er spielender Co-Trainer beim USL Verein Fredericksburg Hotspur. Seit 2013 trainiert er den National-Premier-Soccer-League-Verein RVA FC.

## Persönliches
Gibson leitet „The Grover Gibson Soccer Foundation“ in Fredericksburg, Virginia.